# Barajul Dalles
Barajul Dalles este un baraj artificial situat pe râul Columbia, la 3 km est de orașul The Dalles, Oregon, Statele Unite. Unește comitatele Wasco (Oregon) și Klickitat (Washington), la 309 km de la gura Columbia în apropiere de Astoria, Oregon. Cele mai apropiate orașe din partea Washingtonului sunt Dallesport și Wishram. 
Corpul de ingineri al armatei SUA a început să lucreze la baraj în 1952 și l-a finalizat cinci ani mai târziu. Lacul artificial creat de baraj a scufundat Celilo Falls, centrul economic și cultural al amerindienilor din regiune și cea mai veche așezare din America de Nord locuită continuu. La 10 martie 1957, sute de observatori au privit cum apele în ascensiune au inundat cascadele, au distrus platformele de pescuit și au acoperit satul Celilo. Urmele civilizațiilor antice din zonă au fost, de asemenea, scufundate. Aproximativ 40 de panouri de petroglife au fost recuperate înainte de inundare și au fost plasate într-un depozit, înainte de a fi instalate în parcul de stat Columbia Hills, în anii 2000.
Lacul de acumulare din spatele barajului se numește Lacul Celilo și parcurge 39 km până la cursul râului, la poalele barajului John Day. Barajul este operat de Corpul de ingineri al armatei SUA, iar energia hidroelectrică este comercializată de Administrația Bonneville Power (BPA). Face parte dintr-un sistem extins de baraje de pe râurile Columbia și Snake. 
Centrul pentru vizitatori al barajului Dalles, situat în parcul Seufert, de pe țărmul Oregonului, a fost construit în 1981. Trenul turistic a fost oprit în toamna anului 2001, parțial din cauza problemelor de securitate post-11 septembrie și parțial din cauza deteriorării căii de rulare, care a cauzat o deraiere fără urmări majore. Parcul de stat Columbia Hills este situat în apropiere. 

## Specificații

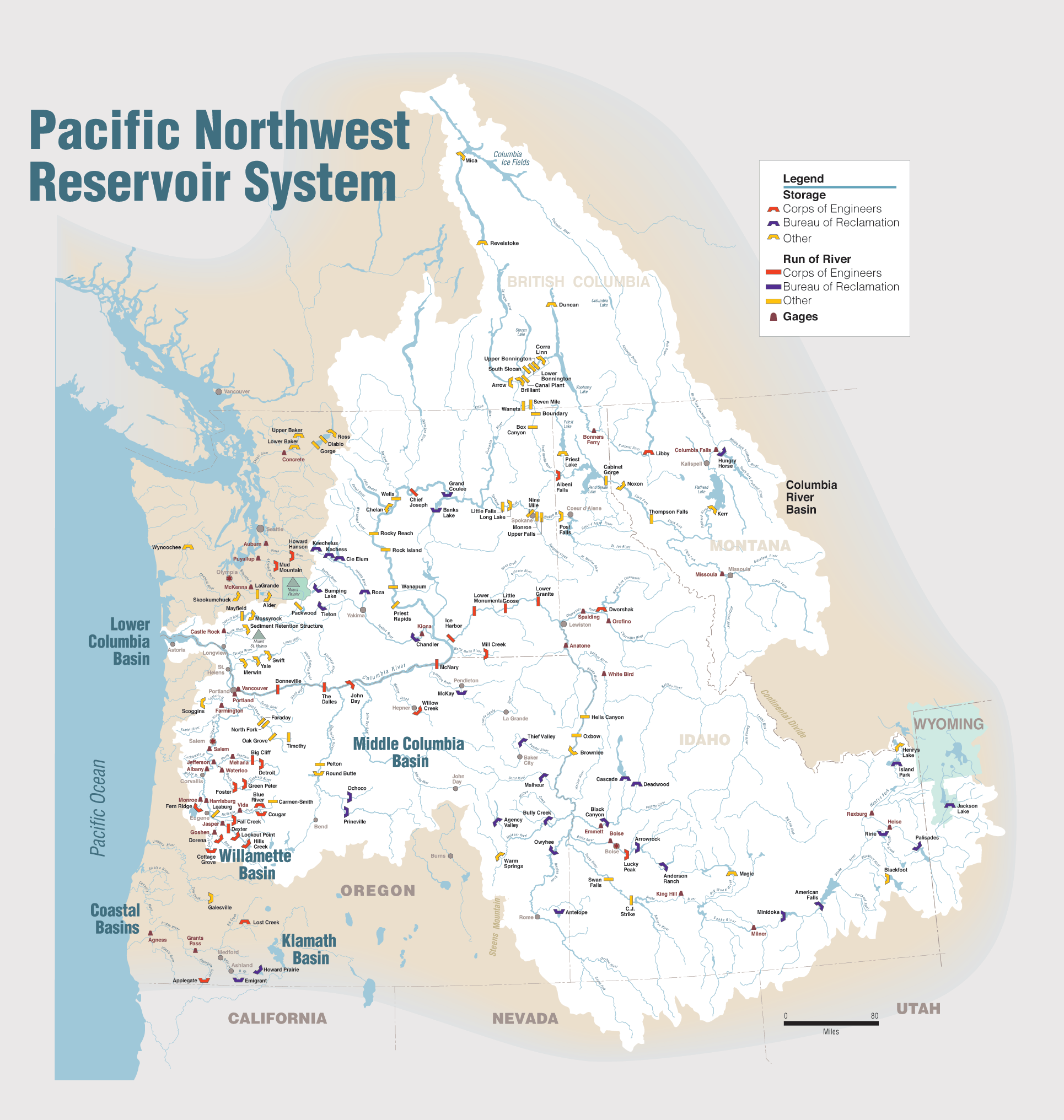
Tributarii râului Columbia și barajele hidroelectrice

- Altitudine: 24 m deasupra nivelului mării
- Înălțime: 61 m[4] (altitudinea normală a lacului Celilo este de 48 m)[5]
- Lungime: 2.693 m
- Ecluza: 
  - unică (stânga)
  - 26 m lățime
  - 203 m lungime
- Barajul electric: 
  - Lungime: 637 m
  - Paisprezece unități de 94.400 kW
  - Opt unități de 104.000 kW
  - Capacitate totală: 1.878,3 MW
  - Capacitate de suprasarcină: 2.160 MW
- Deversor: 
  - Porți: 23
  - Lungime: 441 m
  - Capacitate: 65.000 m3/s

## Gallerie

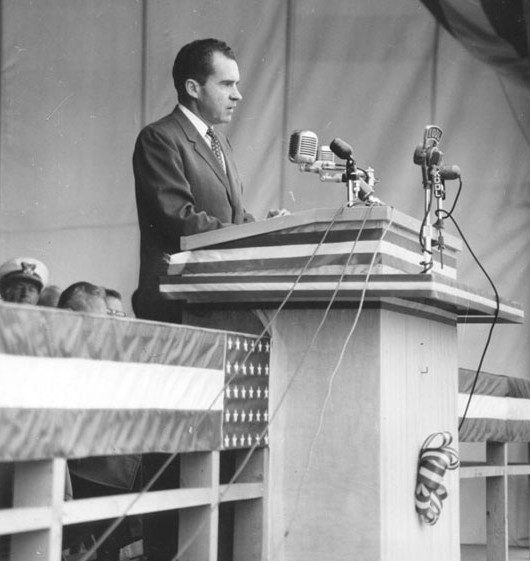
Vicepreședintele Richard Nixon la un discurs la barajul Dalles, 1959.
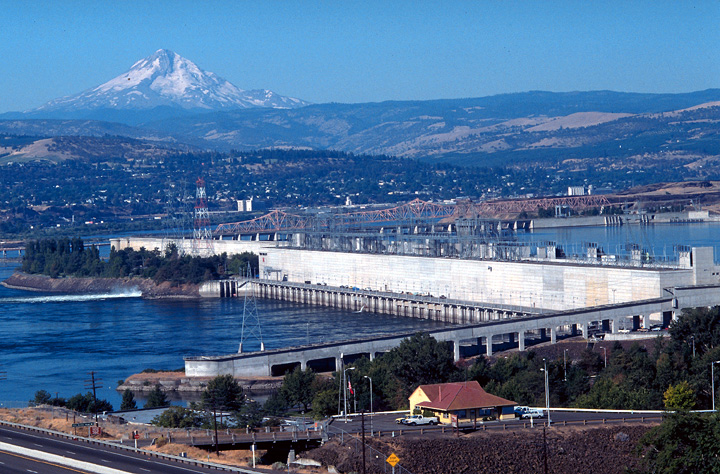
Privire spre vest, cu muntele Hood pe fundal.
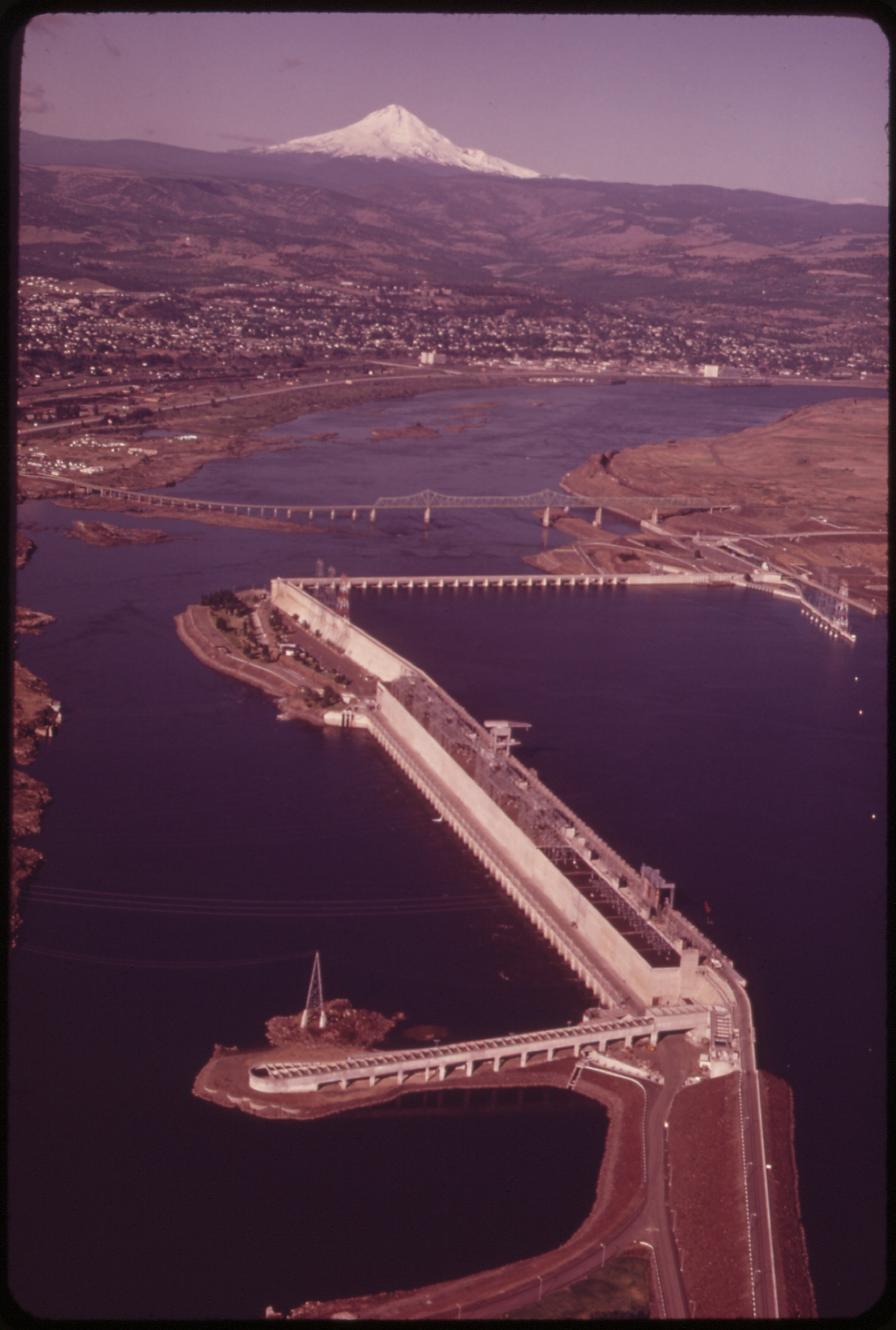
Barjul Dalles în iunie 1973.